# NGC 1555

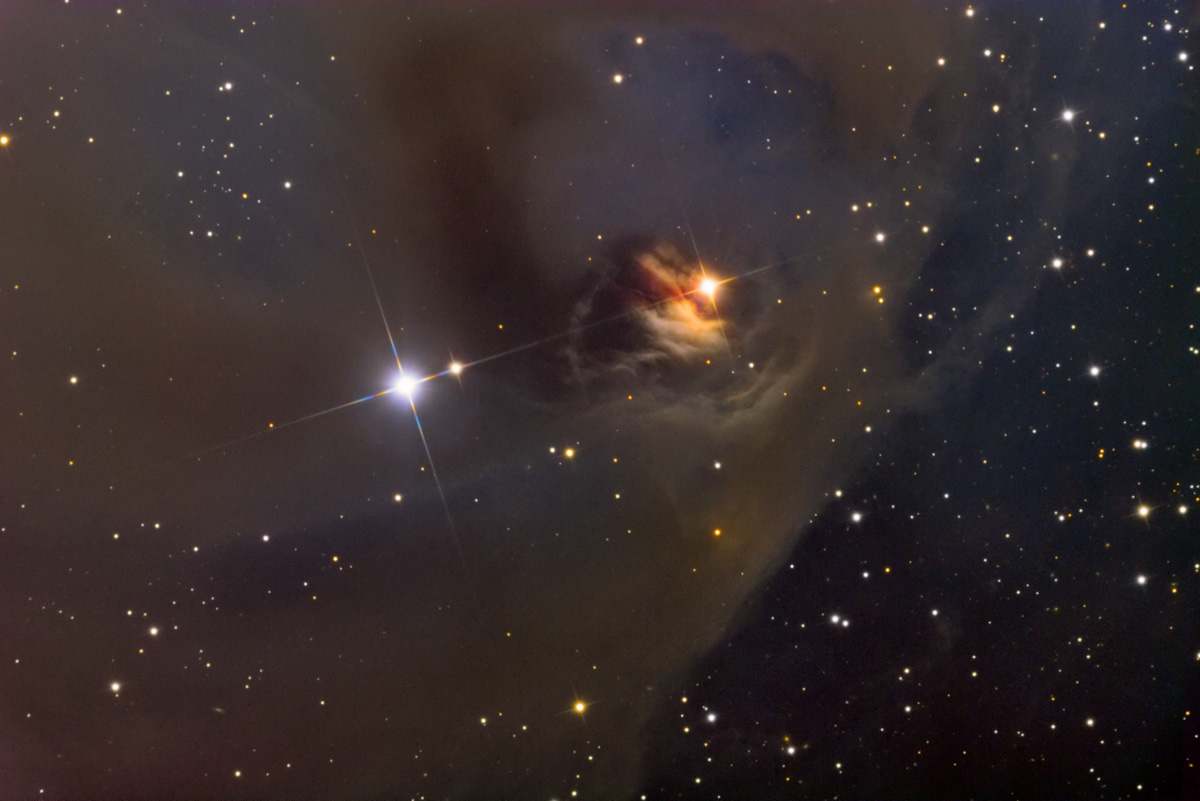
NGC 1555

NGC 1555 sau Nebuloasa variabilă a lui Hind este o nebuloasă variabilă, luminată de steaua T Tauri, și se află în constelația Taurul. Este un obiect Herbig–Haro.  Nebuloasa a fost descoperită pe 11 octombrie 1852 de John Russell Hind.